# Zutaboro Reijō wa Ane no Moto Konyakusha ni Dekiai Sareru
Zutaboro Reijō wa Ane no Moto Konyakusha ni Dekiai Sareru (ずたぼろ令嬢は姉の元婚約者に溺愛される?) es una serie de novelas ligeras japonesas escritas por Tobirano e ilustradas por Mai Murasaki. La serie comenzó a serializarse en línea en octubre de 2019 en el sitio web de publicación de novelas generadas por usuarios Shōsetsuka ni Narō. Más tarde fue adquirida por Futabasha, que ha publicado siete volúmenes desde abril de 2020 bajo su sello M Novels f. 
Una adaptación al manga con arte de Chikage Nakakura se ha serializado en línea a través del sitio web Gaugau Monster de Futabasha desde julio de 2020 y se ha recopilado en ocho volúmenes tankōbon. Una adaptación a serie de televisión de anime producida por LandQ Studios está programada para estrenarse en julio de 2025.

## Argumento
La historia trata sobre Marie, una hija de un barón pobre quien ha vivido bajo la sombra de su hermana, donde nunca ha tenido nada. Su pelo es abundante o tiene bolas de pelo, no tiene un solo vestido y todo lo que tiene son ropas andrajosas para el trabajo. Su hermana recibe la atención de un noble muy rico, pero muere de camino a su matrimonio.
Marie es enviada como novia sustituta de su hermana porque el barón no puede devolver la dote ya vendida al conde. Pero... ¿eso es imposible? En primer lugar, ¿la propuesta fue un malentendido? Una hermosa y feliz historia de amor sobre la hija de un barón caído y un conde elocuente.

## Personajes
Marie (マリー Marī?)
 Seiyū: Rena Motomura
Kyuros (キュロス Kyurosu?)
 Seiyū: Daiki Hamano
Anastasia (アナスタジア Anasutajia?)
 Seiyū: Minami Tanaka
Luifon (ルイフォン Ruifon?)
 Seiyū: Ryōhei Kimura
Mio (ミオ?)
 Seiyū: Yoko Hikasa
Lyu-Lyu (リュー・リュー Ryū Ryū?)
 Seiyū: Sayaka Ohara
Toppo (トッポ?)
 Seiyū: Tetsuya Kakihara
Thomas (トマス Tomasu?)
 Seiyū: Tatsuyuki Kobayashi
Tunica (チュニカ Chunika?)
 Seiyū: Yūka Aisaka

## Contenido de la obra

### Manga
Una adaptación al manga ilustrada por Chikage Nakakura comenzó a serializarse en el sitio web Gaugau Monster de Futabasha el 24 de julio de 2020. Los capítulos del manga se han recopilado en ocho volúmenes tankōbon a partir de diciembre de 2024. La adaptación al manga se publica digitalmente en inglés en el sitio web 'Pocket Comics de Comico.
| Volúmenes de manga publicados | Volúmenes de manga publicados | Volúmenes de manga publicados |
| Número                        | Fecha de lanzamiento          | ISBN                          |
| ----------------------------- | ----------------------------- | ----------------------------- |
| 1                             | 15 de enero de 2021           | ISBN 978-4-575-41197-3        |
| 2                             | 15 de julio de 2021           | ISBN 978-4-575-41276-5        |
| 3                             | 14 de enero de 2022           | ISBN 978-4-575-41353-3        |
| 4                             | 8 de julio de 2022            | ISBN 978-4-575-41454-7        |
| 5                             | 10 de febrero de 2023         | ISBN 978-4-575-41566-7        |
| 6                             | 10 de agosto de 2023          | ISBN 978-4-575-41704-3        |
| 7                             | 10 de abril de 2024           | ISBN 978-4-575-41858-3        |
| 8                             | 25 de diciembre de 2024       | ISBN 978-4-575-42044-9        |

### Anime
El 29 de julio de 2024 se anunció una adaptación de la serie de televisión de anime. La serie está producida por LandQ Studios y dirigida por Takayuki Kitagawa, con la composición de la serie a cargo de Kenta Ihara, personajes diseñados por Akiko Satō y música compuesta por Kujira Yumemi. Se estrenará el 5 de julio de 2025 en el bloque de programación Animeism en MBS, TBS, CBC y BS-TBS. El tema de apertura es "Gesshoku" interpretado por Krage, el tema de cierre es "Marie" interpretado por Myuk. Crunchyroll obtuvo la licencia de la serie en América del Norte, América Central, América del Sur, Europa, África, Oceanía, Oriente Medio, CEI, subcontinente indio y Sudeste Asiático.